# Црква Вазнесења Господњег у Нересници
Црква Вазнесења Господњег у Нересници, насељеном месту на територији општине Кучево припада Епархији браничевској Српске православне цркве.